# العلاقات المدغشقرية النيوزيلندية
العلاقات المدغشقرية النيوزيلندية هي العلاقات الثنائية التي تجمع بين مدغشقر ونيوزيلندا.

## مقارنة بين البلدين
هذه مقارنة عامة ومرجعية للدولتين:
| وجه المقارنة                                              | مدغشقر                      | نيوزيلندا                                              |
| --------------------------------------------------------- | --------------------------- | ------------------------------------------------------ |
| المساحة (كم2)                                             | 587.04 ألف                  | 268.02 ألف                                             |
| عدد السكان (نسمة)                                         | 25.57 مليون                 | 4.24 مليون                                             |
| الكثافة السكانية (ن./كم²)                                 | 43.56                       | 15.82                                                  |
| العاصمة                                                   | أنتاناناريفو                | ويلينغتون، أوكلاند                                     |
| اللغة الرسمية                                             | اللغة الملغاشية، لغة فرنسية | لغة إنجليزية، اللغة الماورية، لغة الإشارة النيوزيلندية |
| العملة                                                    | أرياري مدغشقري              | دولار نيوزيلندي، الجنيه النيوزيلندي                    |
| الناتج المحلي الإجمالي (بليون دولار)                      | 11.50 مليار                 | 205.85 مليار                                           |
| الناتج المحلي الإجمالي (تعادل القوة الشرائية) بليون دولار | 35.51 مليار                 |                                                        |
| الناتج المحلي الإجمالي الاسمي للفرد دولار أمريكي          | 401                         |                                                        |
| الناتج المحلي الإجمالي للفرد دولار أمريكي                 | 1.44 ألف                    |                                                        |
| مؤشر التنمية البشرية                                      | 0.510                       | 0.914                                                  |
| رمز المكالمات الدولي                                      | +261                        | +64                                                    |
| رمز الإنترنت                                              | .mg                         | .nz                                                    |
| المنطقة الزمنية                                           | ت ع م+03:00                 | ت ع م+13:00، ت ع م+12:00                               |

## منظمات دولية مشتركة
يشترك البلدان في عضوية مجموعة من المنظمات الدولية، منها:
| علم المنظمة | اسم المنظمة                               | تاريخ انضمام مدغشقر | تاريخ انضمام نيوزيلندا |
| ----------- | ----------------------------------------- | ------------------- | ---------------------- |
|             | البنك الدولي للإنشاء والتعمير             | 25 سبتمبر 1963      | 31 أغسطس 1961          |
|             | منظمة التجارة العالمية                    | ?                   | ?                      |
|             | المركز الدولي لتسوية المنازعات الاستشارية | 14 أكتوبر 1966      | 2 مايو 1980            |
|             | منظمة حظر الأسلحة الكيميائية              | ?                   | ?                      |
|             | الفريق المعني برصد الأرض                  | ?                   | ?                      |
|             | الأمم المتحدة                             | 20 سبتمبر 1960      | 24 أكتوبر 1945         |
|             | منظمة الشرطة الجنائية الدولية             | ?                   | ?                      |
|             | وكالة ضمان الاستثمار متعدد الأطراف        | 8 يونيو 1988        | 22 أبريل 2008          |
|             | يونسكو                                    | 10 نوفمبر 1960      | 4 نوفمبر 1946          |
|             | مؤسسة التنمية الدولية                     | 25 سبتمبر 1963      | 1 أكتوبر 1974          |
|             | مؤسسة التمويل الدولية                     | 27 سبتمبر 1963      | 31 أغسطس 1961          |
|             | الاتحاد البريدي العالمي                   | ?                   | ?                      |
|             | الاتحاد الدولي للاتصالات                  | 11 مايو 1961        | 3 يونيو 1878           |

## وصلات خارجية
- موقع وزارة الخارجية النيوزيلندية